# 英國王室收藏

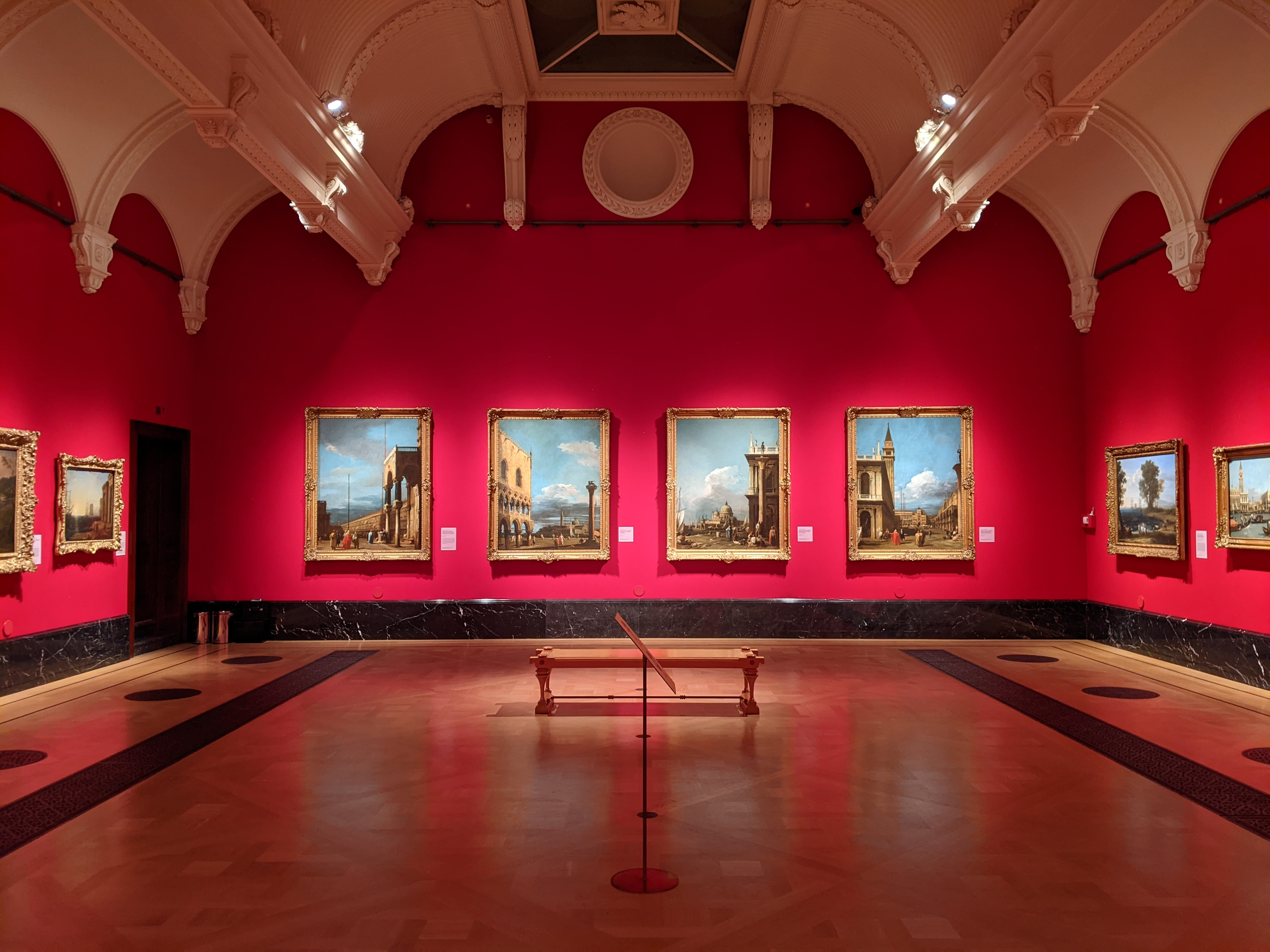
白金漢宮國王美術館的藝術展

英國王室收藏（Royal Collection）是英國王室收藏是世界上最大的私人藝術收藏。

## 收藏
英國王室收藏分佈在英國13座現存的歷史悠久的皇家住所中，由查理三世國王擁有，並由皇家收藏信託基金監管。部分藏品由英國君主擁有，部分則為私人所有。收藏超過一百萬件，包括7,000幅繪畫作品、超過15萬件紙上作品 （其中包括3萬幅水彩畫和素描）、約45萬件紙上作品及約70萬件藝術品，包括掛毯、家具、陶瓷、紡織品、馬車、武器、盔甲、珠寶、鐘錶、樂器、書飾、書籍、書籍和雕塑。
有些收藏展示建築，例如漢普頓宮向公眾開放，但皇室成員並不居住於此；而其他一些建築，例如溫莎城堡和肯辛頓宮是皇室住所，也向公眾開放。倫敦白金漢宮的公共國王畫廊建於20世紀中期，專門用於輪流展出收藏品。愛丁堡荷里路德宮旁邊也有類似的藝廊，溫莎城堡還有一個素描畫廊。皇冠珠寶在倫敦塔的珠寶館公開展出。
約有3,000件藏品借給了世界各地的博物館，還有許多收藏品被臨時借給展覽會。

## 外部連結
- 官方网站
- YouTube channel
- Vimeo channel